# Međaši
Međaši (en serbe cyrillique : Међаши) est un village de Bosnie-Herzégovine. Il est situé sur le territoire de la ville de Bijeljina et dans la république serbe de Bosnie. Selon les premiers résultats du recensement bosnien de 2013, il compte 917 habitants.

## Géographie
Le village est situé à la frontière entre la Bosnie-Herzégovine et la Serbie, au bord de la rivière Drina, un affluent droit de la Save.

## Démographie

### Évolution historique de la population dans la localité
| 1948  | 1953  | 1961  | 1971  | 1981  | 1991 | 2013 |
| ----- | ----- | ----- | ----- | ----- | ---- | ---- |
| 1 146 | 1 191 | 1 135 | 1 098 | 1 051 | 896  | 917  |

|  |